# Conte di Stair

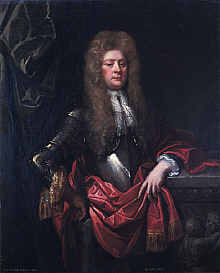
John Dalrymple, I conte di Stair.

Il titolo di Conte di Stair è un titolo nel Pari di Scozia. Fu creato nel 1703 per John Dalrymple, II visconte di Stair. Ha attivamente sostenuto la rivendicazione del trono di Guglielmo III e servì come Segretario di Stato per la Scozia. Tuttavia, egli fu costretto a dimettersi dopo che autorizzò il massacro di Glencoe del 1692.
Dalrymple venne nominato Lord Newliston, Glenluce e Stranraer e visconte Dalrymple, allo stesso tempo ottenne il titolo di conte.
Il primo conte venne succeduto dal suo figlio maggiore, il secondo conte. Fu un soldato prominente e servì come comandante in capo delle forze armate. Nel 1747, poco prima della sua morte, ha nominato suo nipote John Dalrymple, secondo figlio del terzo fratello George Dalrymple, divenendone il terzo conte.
Egli morì senza figli e venne succeduto dal fratello maggiore, il quarto conte, anche lui morì senza figli nel 1769. Gli succedette nella contea di Dumfries suo nipote Patrick Macdonnell-Crichton (vedi Conte di Dumfries).
La contea di Stair e relativi titoli sussidiari passarono a suo cugino, John Dalrymple, il quinto conte, che, nel 1747, era stato nominato al titolo di conte da suo zio, il secondo conte. Gli succedette suo figlio, il sesto conte. Si sedette nella Camera dei lord (1793-1807 e 1820-1821) e servì anche come ambasciatore in Prussia.
Morì senza figli e venne succeduto da suo cugino, il settimo conte. Anche lui morì senza eredi e venne succeduto dal suo lontano parente, Sir John Hamilton Dalrymple, di Killock, che divenne l'ottavo conte. Egli era un generale dell'esercito e fu membro del Parlamento per Edimburgo. Nel 1841 fu creato barone di Oxenfoord, nel Pari del Regno Unito e gli diede un posto nella Camera dei lord. Venne succeduto dal fratello, il nono conte.
Suo figlio, il decimo conte, rappresentò Wigtownshire nella Camera dei comuni come un conservatore e fu Lord luogotenente di Ayrshire e Wigtownshire. Suo nipote, il conte dodicesimo, come il nonno, rappresentò Wigtownshire nella Camera dei comuni come un conservatore e come Lord luogotenente del Wigtownshire. Alla sua morte, i titoli passarono al figlio, il tredicesimo conte.
A partire dal 2007 i titoli sono detenuti da suo figlio maggiore, il quattordicesimo conte, che gli è succeduto nel 1996. Nel maggio 2008 entrò nella Camera dei lord in seguito alla morte della baronessa Darcy de Knayth.
La residenza ufficiale è Lochinch Castle, vicino a Stranraer.

## Visconte di Stair (1690)
- James Dalrymple, I viscounte di Stair (1619–1695)
- John Dalrymple, II visconte di Stair (1648–1707) (creato conte di Stair nel 1703)

## Conte di Stair (1703)
- John Dalrymple, I conte di Stair (1648–1707)
- John Dalrymple, II conte di Stair (1679–1747)
- James Dalrymple, III conte di Stair (?-1760)
- William Dalrymple, IV conte di Stair (1699–1769)[1]
- John Dalrymple, V conte di Stair (1720–1789)
- John Dalrymple, VI conte di Stair (1749–1821)
- John Dalrymple, VII conte di Stair (1784–1840)
- John Dalrymple, VIII conte di Stair (1771–1853)
- North Dalrymple, IX conte di Stair (1776–1864)
- John Dalrymple, X conte di Stair (1819–1903)
- John Dalrymple, XI conte di Stair (1848–1914)
- John Dalrymple, XII conte di Stair (1879–1961)
- John Dalrymple, XIII conte di Stair (1906–1996)
- John Dalrymple, XIV conte di Stair (1961)

L'erede è il figlio dell'attuale conte, John James Thomas Dalrymple, visconte Dalrymple (2008).